# Jivarus osunai
Jivarus osunai är en insektsart som beskrevs av Ronderos 1981. Jivarus osunai ingår i släktet Jivarus och familjen gräshoppor. Inga underarter finns listade i Catalogue of Life.